# Václav Reichert
Václav Reichert (30. srpna 1834 Plačice (jiné dokumenty uvádějí chybné datum narození 6. srpna 1834) – 9. října 1912 Praha) byl český právník a politik, v 60. a 70. letech 19. století poslanec Českého zemského sněmu.

## Život
Narodil se 30. srpna 1834 v Plačicích a jeho otcem byl zdejší dlouholetý obecní starosta Jiří Reichert. Po absolvování gymnázia v Hradci Králové odešel na studia do Prahy. Od roku 1855 studoval na Karlo-Ferdinandově univerzitě v Praze, kde roku 1862 získal titul doktor práv. Od roku 1858 působil na místodržitelství v Praze, v letech 1862–1866 byl koncipientem zemského výboru. Od roku 1866 působil v advokatuře. V letech 1867-1902 pracoval coby úředník na pražském magistrátu, kde roku 1882 dosáhl titulu magistrátního rady. Publikoval odborné studie v oblasti samosprávy. Redigoval samosprávní rubriku deníku Národní listy. Zabýval se též otázkami školství.
V 60. letech 19. století se zapojil i do zemské politiky. Politicky patřil k Národní straně (staročeské). V doplňovacích volbách roku 1866 byl zvolen na Český zemský sněm. V řádných zemských volbách v Čechách v lednu 1867 byl zvolen na Český zemský sněm v kurii venkovských obcí (volební obvod Hořice – Nová Paka). Mandát obhájil za týž obvod i v krátce poté konaných zemských volbách v březnu 1867.
V srpnu 1868 patřil mezi 81 signatářů státoprávní deklarace českých poslanců, v níž česká politická reprezentace odmítla centralistické směřování státu a hájila české státní právo. Čeští poslanci tehdy na protest praktikovali politiku pasivní rezistence, kdy bojkotovali práci zemského sněmu, byli za neomluvenou absenci zbavováni mandátů a pak opětovně manifestačně voleni. Reichert takto byl zbaven mandátu pro absenci v září 1868 a zvolen znovu v doplňovacích volbách v září 1869. Za svůj obvod byl do zemského sněmu zvolen i v řádných volbách v roce 1870 a volbách roku 1872. Česká pasivní rezistence tehdy trvala a tak po zbavení mandátu následovalo zvolení v doplňovacích volbách v říjnu 1873. V doplňovacích volbách na jaře 1875 kandidoval, ovšem porazil ho novopacký měšťan Antonín Kaska. Roku 1912 mu byl udělen rytířský řád Františka Josefa.
Zemřel 29. října 1912 v Praze a byl pohřben na Vinohradském hřbitově.

## Činnost
Vedle své právnické a úřednické praxe byl velmi plodným novinářem, který psal např. do Čecha, Národních listů apod. Jeho zájmem byly zejména věci okolo komunálních záležitostí, jež pálily nejen vedení obcí, ale též řadové občany. Kromě toho býval funkcionářem i pouhým řadovým členem mnoha spolků.